# Kříženecké mokřady
Kříženecké mokřady je přírodní rezervace jižně od města Hartmanice v okrese Klatovy. Chráněné území zaujímá asi půlkilometrový úsek údolí Radešovského potoka západně od osady Kříženec. Oblast spravuje Správa NP a CHKO Šumava. Důvodem ochrany je zachování přirozeného charakteru horské olšiny, podmáčené smrčiny, ochrana rostlinných společenstev na bezlesé části, samovolně se vyvíjející bylinná a dřevinná společenstva. Území se nachází v oblasti přirozených kaskád toku v kaňonu prameniště Radešovského potoka.

## Přírodní poměry

### Flora
Z rostlin zde roste například metlička křivolaká (Avenella flexuosa), třtina chloupkatá (Calamagrostis villosa), papratka samičí (Athyrium filix-femina), přeslička lesní (Equisetum sylvaticum), podbělice alpinská (Homogyne alpina), černýš luční (Melampyrum pratense), šťavel kyselý (Oxalis acetosella), dřípatka horská (Soldanella montana), brusnice borůvka (Vaccinium myrtillus), kapraď rozložená (Dryopteris dilatata).